# Josef Jan Stránský-Šemerer
Josef Jan Stránský-Šemerer (vlastním jménem Josef Schemerer, 15. dubna 1809 Praha – 1. března 1866 Pelhřimov) byl český divadelní herec, režisér, podnikatel a divadelní ředitel, významná postava rozvoje českého divadla a divadla v Čechách obecně. Působil mimo jako herec v ochotnické Kajetánské společnosti v Praze, roku 1859 pak založil a vedl vlastní Kramuelovu hereckou společnost, posléze jeden z prvních profesionálních souborů, které začaly uvádět divadelní představení také v češtině.

## Život

### Mládí
Narodil se v Praze jako Josef Schemerer. Již v mládí začal účinkovat v pražském ochotnickém souboru Kajetánské společnosti, působící přerušovaně od roku 1812, posléze hrající v Kajetánském domě na Malé Straně, kde jeho hereckými kolegy byli například J. J. Kolár, Anna Manětínská, Karel Hynek Mácha či Josef Kajetán Tyl, pozdější dramatik a vedoucí česky hrajícího souboru Stavovského divadla. Činnost divadla byla poté roku 1837 zakázána. Oženil se s dcerou Josefa Arbeitera Antonií, jeho švagr, malostranský lékárník Jan Dobromil Arbeiter, se roku 1829 stal majitelem Kajetánského domu.

### Stránkého společnost
Po vzniku prvních česky hrajících divadelních společností v Čechách vedených například Filipem Zöllnerem, umělecky vedený Tylem, a dalších Stránský-Šemerer roku 1859 založil vlastní kočovnou divadelní společnost uvádějící především německá představení lehčích žánrů. Od roku 1860 uváděl stále častěji česká představení, jako jeden z prvních, a slavil s nimi úspěchy. Soubor působil především ve východních a středních, později jižních, Čechách, hrál např. v Holicích či Chrudimi. Režii českých kusů obstarávali v prvních letech společnosti herci Josef Emil Kramuele (do roku 1862) a František Pokorný.
Členy hereckého souboru byli kromě Kramueleho, Stránského-Šemerera a Pokorného například A. Merhaut, Jan Jelínek, J. Poklop, K. Ryšavá a Josef a M. Jelínkovi, J. Biedermann, J. F. Kozlanský a další. Společnost odehrála řadu repríz inscenací dramat od dramaturga společnosti Tyla, dále Václava Klimenta Klicpery, Jana Nepomuka Štěpánka, ale též například Friedricha Schillera.

### Úmrtí
Josef Jan Stránský-Šemerer zemřel 1. března 1866 v Pelhřimově během zdejšího hostování souboru.
Po jeho smrti převzal koncesi a vedení divadelní společnosti dosavadní umělecký vedoucí František Pokorný, který na jejím základě založil Společnost Františka Pokorného.